# پارک ببر سیبری
پارک ببر سیبری (به چینی: 东北虎林园) یک باغ وحش در شهر هاربین‌ در استان هیلونگ‌جیانگ در شمال شرقی چین است که در سال ۱۹۹۶ تاسیس شده است. پر شمارترین حیوان این پارک، ببر سیبری است.